# Яценко, Владимир Михайлович
Влади́мир Михайлович Яце́нко (род. 3 апреля 1951 года, станция Кунцевска, Краснодарский край) — депутат Верховной Рады Украины I и II созывов.

## Биография
Владимир Яценко родился 3 апреля 1951 года. Учился в Институте сельскохозяйственного машиностроения (Ростов-на-Дону) на специальности инженер-технолог.
Работал в городе Коростень на заводе «Жовтнева кузня» — мастером, старшим инженером-технологом, начальником цеха, заведующим промышленно-транспортного отдела. Был первым секретарём горкома КПУ Коростеня.
Избирался Народным депутатом Украины в 1990 и 1994 годах.
С 2002 года — заместитель руководителя департамента Уполномоченного Верховной Рады Украины по правам человека.
Вице-президент Всеукраинской организации социально-экологической партии «Союз-Чернобыль Украины».

## Награды
- Орден святого Владимира III степени.